# Jagiellonia Białystok w sezonie 1965/1966

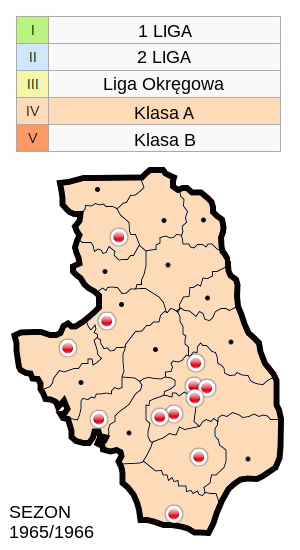
BOZPN - Zespoły występujące w Klasie A w sezonie 1965/66

Jagiellonia Białystok przystąpiła do rozgrywek klasy A Białostockiego Białostockiego OZPN.

## IV poziom rozgrywkowy
Jagiellonia zaczęła sezon dość słabo, wiosną forma była większa, była już wicemistrzem, ale ostatecznie zajęła 5 lokatę. Okazuje się, że 5 miejsce dało Jagiellonii "awans" do klasy okręgowej, stało się tak na skutek następnej reorganizacji rozgrywek, w zasadzie utworzenia nowej ponadregionalnej III ligi. 

Awans białostoczan był zatem iluzoryczny, zespół zagra co prawda w następnym sezonie w klasie okręgowej, ale będzie ten sam IV poziom rozgrywkowy.

## Końcowa tabela Klasy A Białostocki OZPN
| Lp. | Drużyna                      | M  | Z | R | P | Bramki | Bramki | Różn. | Pkt. | Uwagi           |
| --- | ---------------------------- | -- | - | - | - | ------ | ------ | ----- | ---- | --------------- |
| 1   | Społem (Tur) Bielsk Podlaski | 22 |   |   |   | 57     | 39     | +18   | 29   | Awans Liga Okr. |
| 2   | Ognisko Białystok            | 22 |   |   |   | 44     | 37     | +7    | 29   | Awans Liga Okr. |
| 3   | Skra Czarna Białostocka      | 22 |   |   |   | 62     | 32     | +30   | 28   | Awans Liga Okr. |
| 4   | Gwardia Białystok            | 22 |   |   |   | 52     | 28     | +24   | 27   | Awans Liga Okr. |
| 5   | Jagiellonia Białystok        | 22 |   |   |   | 57     | 37     | +20   | 27   | Awans Liga Okr. |
| 6   | Orzeł Kolno                  | 22 |   |   |   | 46     | 36     | +10   | 26   |                 |
| 7   | Cresovia Siemiatycze         | 22 |   |   |   | 58     | 38     | +20   | 26   |                 |
| 8   | Wissa Szczuczyn              | 22 |   |   |   | 40     | 50     | -10   | 19   |                 |
| 9   | LZS Uhowo                    | 22 |   |   |   | 30     | 50     | -20   | 16   |                 |
| 10  | Czarni Olecko                | 22 |   |   |   | 28     | 54     | -26   | 16   |                 |
| 11  | ZKS II Zambrów               | 22 |   |   |   | 22     | 62     | -40   | 13   | Spadek kl.B     |
| 12  | Pogoń II Łapy                | 22 |   |   |   | 18     | 47     | -29   | 9    | Spadek kl.B     |

- Baraż o awans (dwumecz) Orzeł Kolno przegrał z ZKS Zambrów.

## Mecze
| Mecze i wyniki | Mecze i wyniki             | Mecze i wyniki                  | Mecze i wyniki | Mecze i wyniki | Mecze i wyniki          | Mecze i wyniki | Mecze i wyniki  | Poz w lidze. | Poz w lidze. | Poz w lidze. |
| Lp. | Data                       | Rozgrywki                       | F.             | D/W            | Przeciwnik              | Wynik          | Strzelcy bramek | M.           | P.           | Br.          |
| --- | -------------------------- | ------------------------------- | -------------- | -------------- | ----------------------- | -------------- | --------------- | ------------ | ------------ | ------------ |
| 1 | 17.06.1965 Białystok       | PP OKR.                         | -              | -              | Skra Czarna Białostocka | 3:1            |                 | awans        | awans        | awans        |
| 2 | 27.06.1965 Białystok       | PP OKR.                         | -              | -              | Ognisko Białystok       | 3:2            |                 | awans        | awans        | awans        |
| 3 | 18.07.1965                 | PP OKR.                         | -              | -              | Sokół Sokółka           | por.           |                 | odpadnięcie  | odpadnięcie  | odpadnięcie  |
| 4 407 | 15.08.1965 Białystok       | Klasa A - 1 kol.                | -              | D              | Pogoń II Łapy           | 2:1            |                 | ?            | 2            | 2:1          |
| 5 408 | 22.08.1965 Białystok       | Klasa A - 2 kol.                | -              | W              | Ognisko Białystok       | 3:1            |                 | 6            | 2            | 3:4          |
| | 29.08.1965 Białystok       | Klasa A - 3 kol.                | -              | D              | Cresovia Siemiatycze    | (przeł.)       |                 | 8            | 2            | 3:4          |
| 6 409 | 08.09.1965 Kolno           | Klasa A - 4 kol.                | -              | W              | Orzeł Kolno             | 1:0            |                 | 10           | 2            | 3:5          |
| 7 410 | 19.09.1965 Białystok       | Klasa A - 5 kol.                | -              | D              | Gwardia Białystok       | 0:2            |                 | 11           | 2            | 3:7          |
| | 26.09.1965 Czarna Biał.    | Klasa A - 6 kol.                | -              | W              | Skra Czarna Białostocka | (przeł.)       |                 | 12           | 2            | 3:7          |
| 8 411 | 03.10.1965 Szczuczyn       | Klasa A - 7 kol.                | -              | W              | Wissa Szczuczyn         | 1:3            |                 | 10           | 4            | 6:8          |
| 9 412 | 10.10.1965 Białystok       | Klasa A - 8 kol.                | -              | D              | ZKS II Zambrów          | 3:1            |                 | 8            | 6            | 9:9          |
| 10 413 | 17.10.1965 Bielsk Podlaski | Klasa A - 9 kol.                | -              | W              | Społem Bielsk Podlaski  | 1:4            |                 | 8            | 8            | 13:10        |
| 11 414 | ??.10.1965 Białystok       | Klasa A - 3 kol. (zaległy mecz) | -              | D              | Cresovia Siemiatycze    | 2:5            |                 | ?            | 8            | 15:15        |
| 12 415 | 24.10.1965 Białystok       | Klasa A - 10 kol.               | -              | D              | Czarni Olecko           | 2:1            |                 | 5            | 10           | 17:16        |
| 13 416 | 31.10.1965 Białystok       | Klasa A - 11 kol.               | -              | D              | LZS Uhowo               | 3:2            |                 | 3            | 12           | 20:18        |
| 14 417 | 07.11.1965 Czarna Biał.    | Klasa A - 6 kol. (zaległy mecz) | -              | W              | Skra Czarna Białostocka | 0:4            |                 | ?            | 14           | 24:18        |
| 15 418 | 11.04.1966 Uhowo           | Klasa A - 12 kol.               | -              | W              | LZS Uhowo               | 3:2            |                 | 2            | 14           | 26:21        |
| 16 419 | 17.04.1966 Łapy            | Klasa A - 13 kol.               | -              | W              | Pogoń II Łapy           | 1:2            |                 | 3            | 16           | 28:22        |
| 17 420 | 24.04.1966 Białystok       | Klasa A - 14 kol.               | -              | D              | Ognisko Białystok       | 1:2            |                 | 4            | 16           | 29:24        |
| 18 421 | 30.04.1966 Siemiatycze     | Klasa A - 15 kol.               | -              | W              | Cresovia Siemiatycze    | 4:7            |                 | 3            | 18           | 36:28        |
| 19 422 | 08.05.1966 Białystok       | Klasa A - 16 kol.               | -              | D              | Orzeł Kolno             | 4:0            |                 | 2            | 20           | 40:28        |
| 20 423 | 15.05.1966 Białystok       | Klasa A - 17 kol.               | -              | W              | Gwardia Białystok       | 2:5            |                 | 2            | 22           | 45:30        |
| 21 424 | 22.05.1966 Białystok       | Klasa A - 18 kol.               | -              | D              | Skra Czarna Białostocka | 0:2            |                 | 2            | 22           | 45:32        |
| 22 425 | 29.05.1966 Białystok       | Klasa A - 19 kol.               | -              | D              | Wissa Szczuczyn         | 4:1            |                 | 2            | 24           | 49:33        |
| 23 426 | 05.06.1966 Zambrów         | Klasa A - 20 kol.               | -              | W              | ZKS II Zambrów          | 2:2            |                 | 2            | 25           | 51:35        |
| 24 427 | 12.06.1966 Białystok       | Klasa A - 21 kol.               | -              | D              | Społem Bielsk Podlaski  | 1:2            |                 | 5            | 25           | 52:37        |
| 25 428 | 19.06.1966 Olecko          | Klasa A - 22 kol.               | -              | W              | Czarni Olecko           | 0:5            |                 | 5            | 27           | 57:37        |
| - rozgrywki ligowe, - rozgrywki pucharu polski, - rozgrywki pucharu ligi, - rozgrywki ligi europejskiej, - mecze barażowe lub eliminacyjne, - inne. Liczba meczów w sezonie:1 2 (wszystkie mecze na najwyższym poziomie rozgrywkowym)3 (wszystkie mecze w rozgrywkach ligowych bez baraży) , Puchar Polski: 2 (mecze Pucharu Polski na szczeblu centralnym)3 (wszystkie mecze w Pucharze Polski) |                            |                                 |                |                |                         |                |                 |              |              |              |